# Rudolf Reichling junior

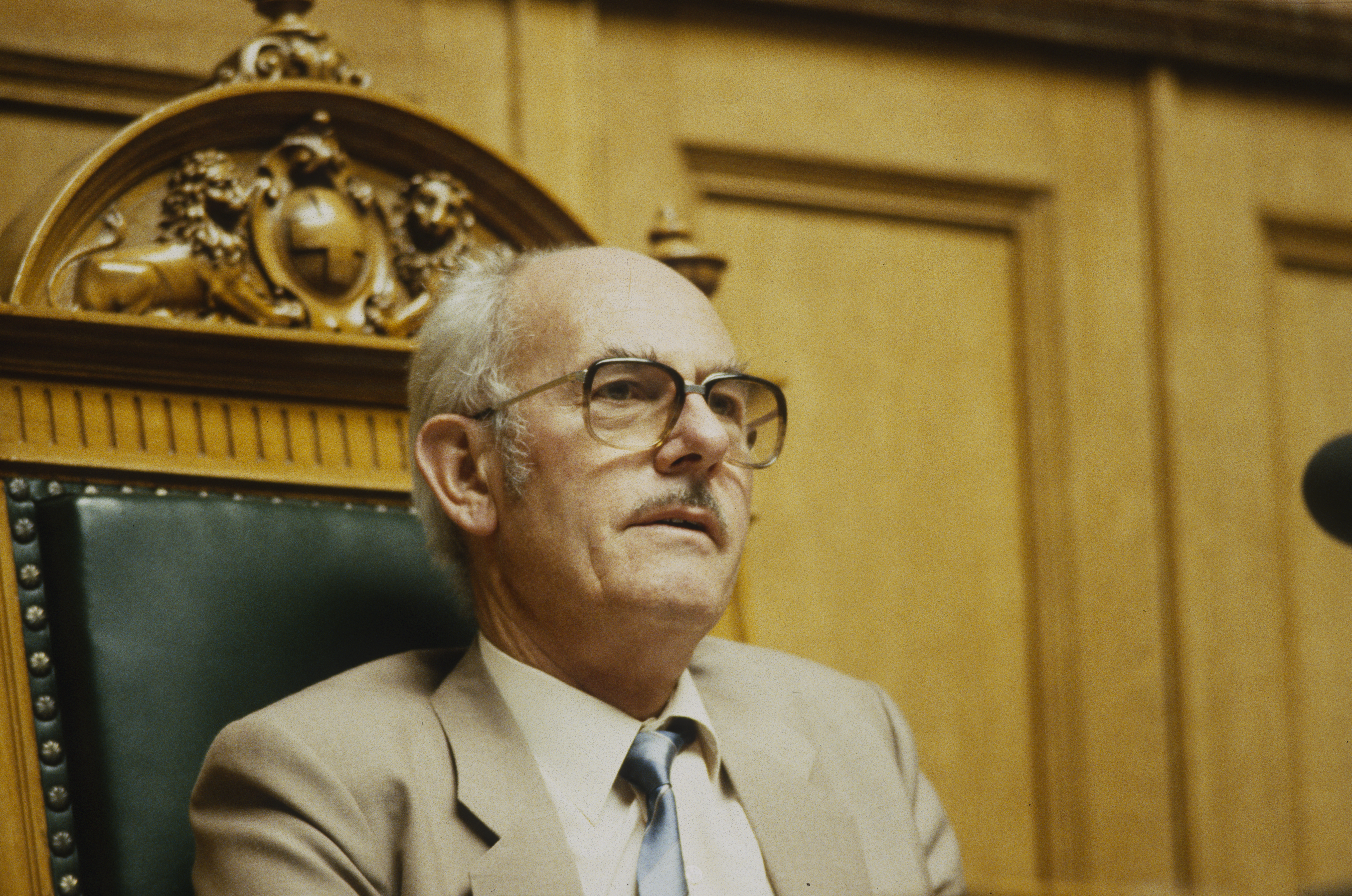
Rudolf Reichling, Nationalratspräsident (1988)

Rudolf Reichling junior (* 23. September 1924 in Zürich; † 23. November 2014 in Stäfa; heimatberechtigt in Stäfa) war ein Schweizer Politiker (SVP).

## Leben
Der Sohn von Rudolf Reichling senior studierte in Zürich Agronomie und schloss 1949 mit dem Titel Dipl.-Ing. agr. an der ETH Zürich ab. Ende der 1940er Jahre übernahm er den väterlichen Rebbaubetrieb am Zürichsee, und von 1949 bis 1979 war er Landwirtschaftslehrer an der Berufsschule.
Von 1954 bis 1962 sass Reichling für die SVP in seiner Heimatgemeinde Stäfa im Gemeinderat (Legislative). Im Zürcher Kantonsrat, dem er von 1971 bis 1979 angehörte und den er 1977 präsidierte, war er während Jahren eine der prägenden Figuren der Zürcher SVP. So war er Vizepräsident der Zürcher Kantonalpartei, als Christoph Blocher 1977 an deren Spitze gewählt wurde. Von 1975 bis 1991 gehörte Reichling dem Nationalrat an, welchem er 1987/1988 als Nationalratspräsident – wie bereits sein Vater Rudolf Reichling senior 50 Jahre zuvor – vorstand.
Verbandspolitisch engagierte sich Reichling unter anderem von 1973 bis 1992 als Präsident des Zentralverbandes schweizerischer Milchproduzenten, von 1989 bis 1998 des Schweizer Heimatwerks und von 1992 bis 2000 des Freilichtmuseums Ballenberg. Zudem engagierte er sich kulturell von 1981 bis 1987 als Präsident der Genossenschaft Theater Kanton Zürich.
Als Ruderer gewann Reichling an den Olympischen Sommerspielen 1948 in London die Silbermedaille im Vierer mit Steuermann als Schlagmann (mit seinen Schulkameraden vom Seeclub Zürich, Erich Schriever, Émile Knecht und Peter Stebler sowie André Moccand als Steuermann). 1947 hatte er bereits mit dem Achter den dritten Platz bei den Europameisterschaften in Luzern belegt.